# Торионе-Парадизо (Казерта)
Торионе-Парадизо је насеље у Италији у округу Казерта, региону Кампанија.
Према процени из 2011. у насељу је живело 52 становника. Насеље се налази на надморској висини од 132 м.